# Vicia dennesiana
Vicia dennesiana H.C.Watson é uma espécie de planta da família das Fabaceae, protegida pela Convenção de Berna e pela Directiva Habitats. Espécie não é encontrada na natureza desde 1949, sendo considerada extinta no seu habitat natural (EW).

## Descrição
O habitat da espécie é mal conhecido. Os dados disponíveis indicam que a espécie se desenvolvia em taludes abrigados da Serra da Tronqueira. Seria provavelmente uma espécie pioneira, instalando-se em clareiras de distúrbio, típicas da dinâmica da paisagem local.
A espécie está dada como extinta desde o século XX, pois apenas foi encontrada entre 1944-1949 na Serra da Tronqueira, na ilha de São Miguel. No entanto, os dados conhecidos apontam para que a população então identificada tenha sido destruída por um deslizamento de terras, nunca tendo sido encontrada no seu habitat natural.
Uma população foi mantida no jardim de Hewett Cottrell Watson, o autor que descreveu a espécie, e posteriormente transferida para os Reais Jardins Botânicos de Kew, mas por insucesso na propagação terá acabado por se extinguir, subsistindo apenas os exemplares herborizados.